# 齊甘卡河 (尼奇拉瓦河支流)
齊甘卡河（烏克蘭語：Циганка），是烏克蘭的河流，位於該國西部捷爾諾波爾州，屬於尼奇拉瓦河的左支流，發源自洛夏奇以北，流經博爾曉夫區，河道全長27公里，流域面積166平方公里。